# 五水錳礬
五水錳礬（英語：Jôkokuite），也稱上國石，是一种含锰硫酸盐矿物，化学式为MnSO4・5H2O。它以三斜晶系结晶。它于1976年被南部松夫在北海道上国矿山被发现，并以该位置命名。